# Kvarteret Hurtig
Kvarteret Hurtig är namnet på ett kvarter vid Knektåsvägen i Knektåsen i Karlskoga.

## Bebyggelsen
Kvarteret består av kedjehus i rött tegel, med möblerbar hall, kök och matrum, och vissa byggdes med panncentral och rum för hushållerskor. Bostäderna uppfördes 1947 för tjänstemän vid AB Bofors, av arkitekterna Sven Backström och Leif Reinius.
Enligt Örebro läns museum har området stort arkitekturhistoriskt värde, och bör bevaras utan förändringar. Husen föreslås också inkluderas i riksintresseområdet.

Historiska bilder
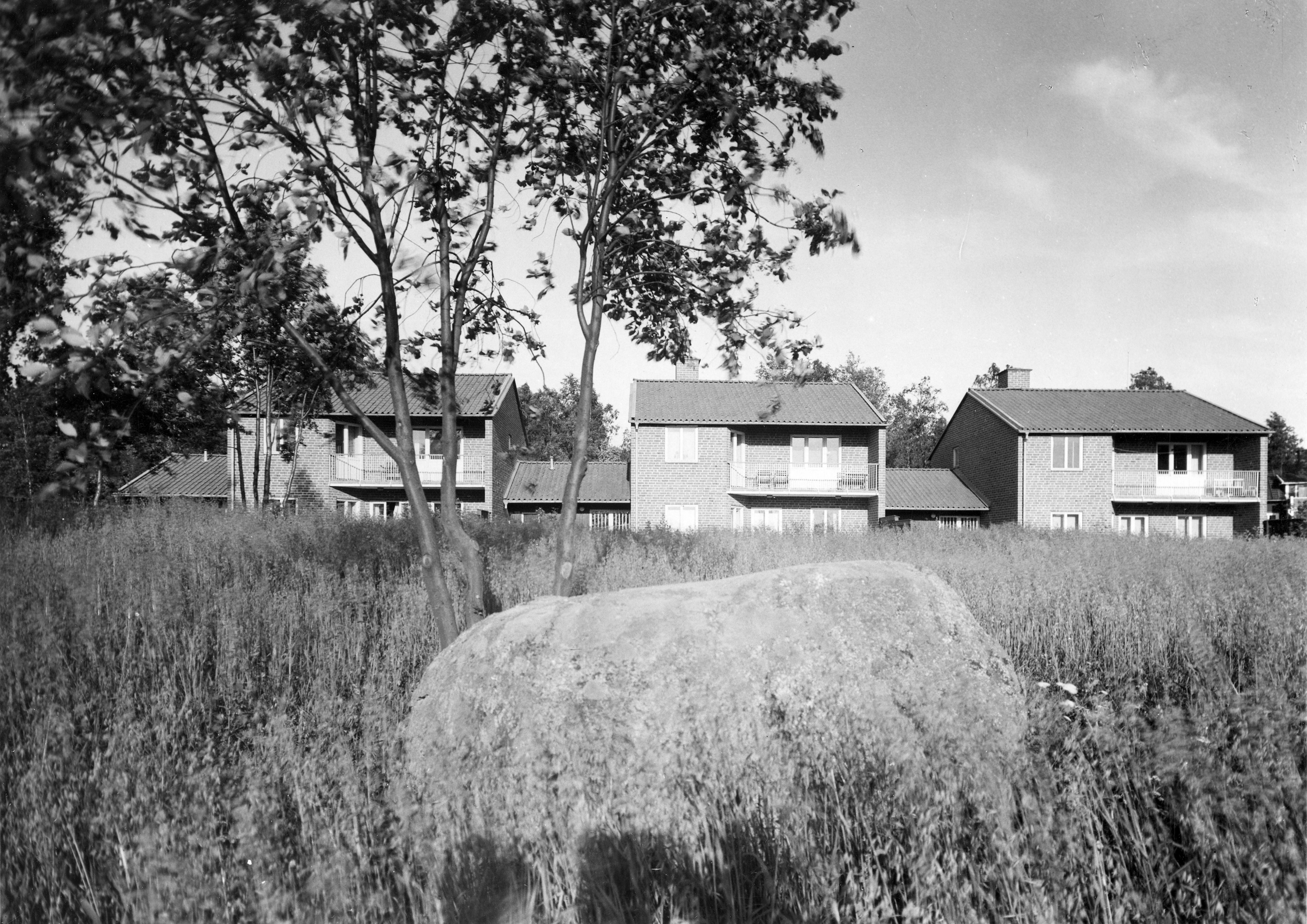
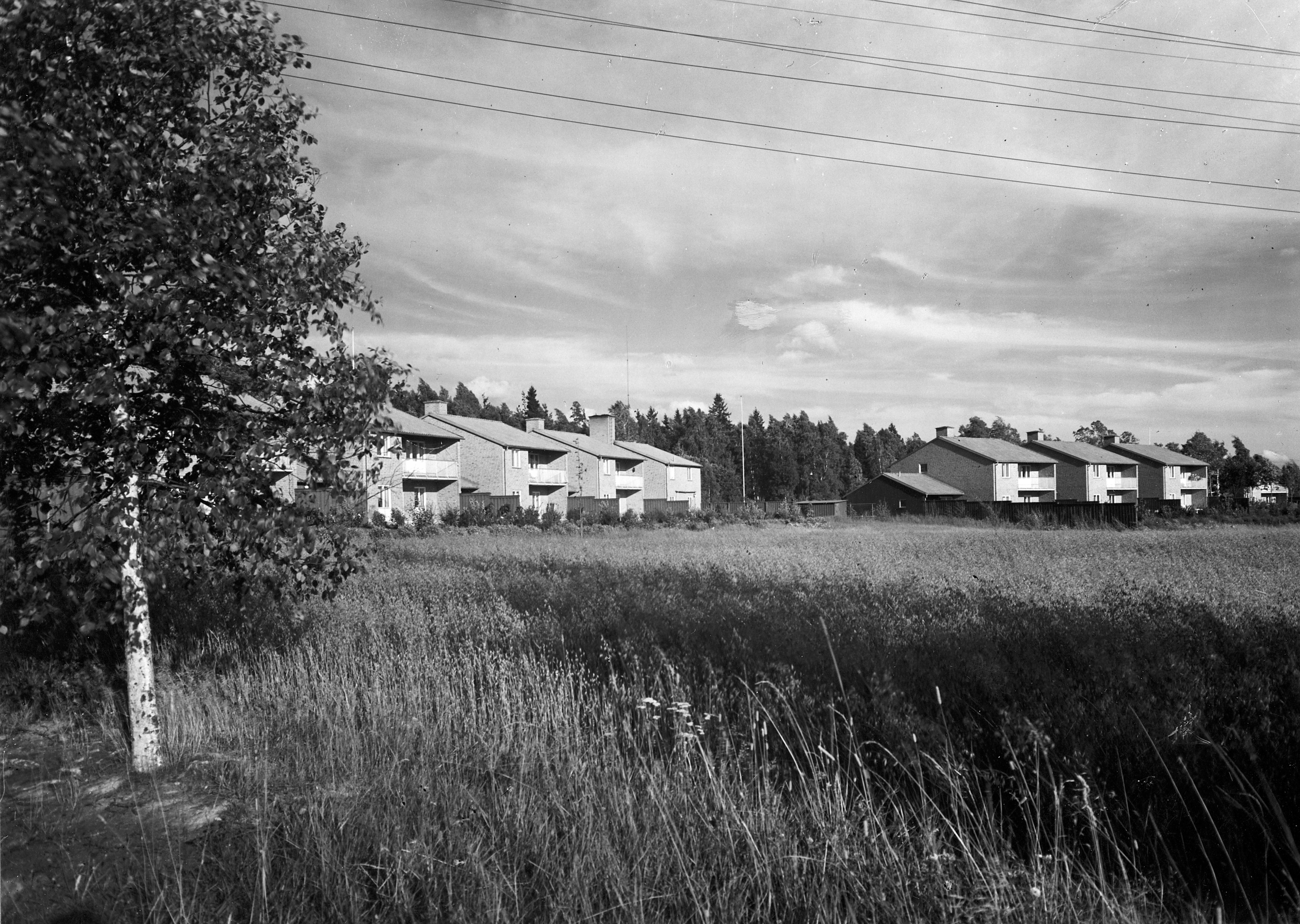
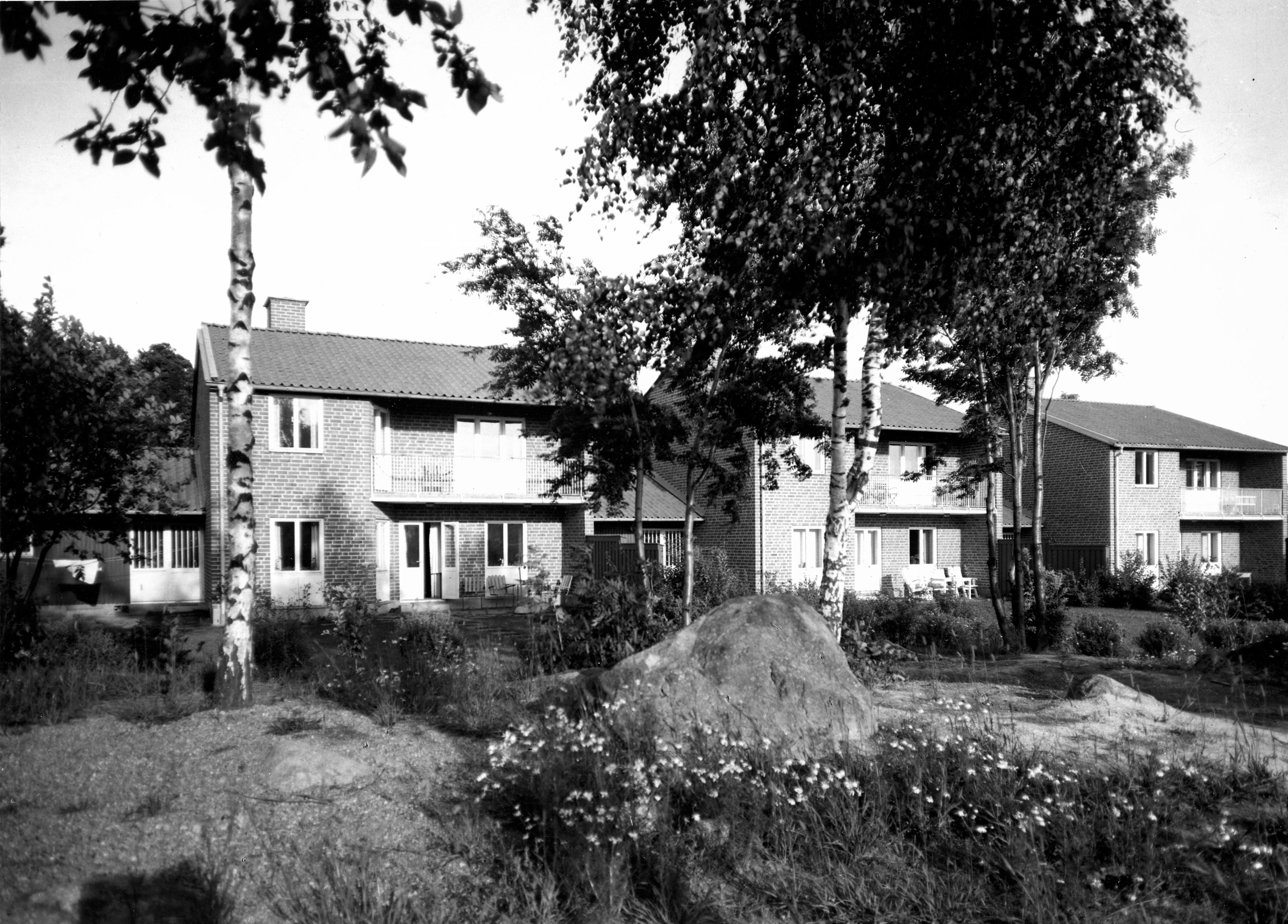